# Feliciano Béjar Ruiz
Feliciano Béjar Ruiz (* 1920 in Jiquilpan de Juárez/Michoacán; † 1. Februar 2007 in Mexiko-Stadt) war ein mexikanischer Bildhauer, Maler und Grafiker.

## Biografie
Béjar verbrachte seine Kindheit in seiner Heimatstadt. Er erkrankte im Alter von acht Jahren an Kinderlähmung, wodurch er fünf Jahre lang auf Gehhilfen angewiesen war und das Kunsthandwerk autodidaktisch erlernte. Sein Leben zu der Zeit, als im Lande der Guerra Cristera tobte, wird als Gratwanderung zwischen schöpferischem Enthusiasmus und dem Hang zur Selbstzerstörung beschrieben.
Nachdem sich sein Gesundheitszustand im Alter von 15 Jahren stark gebessert hatte, verspürte er dadurch umso mehr den Drang nach künstlerischer Selbstverwirklichung und experimentierte mit verschiedenen Materialien und Techniken. Er lernte José Clemente Orozco kennen, als dieser in der Bibliothek von Jiquilpan eines seiner Murales malte. In New York City lernte er Arthur Ewart kennen, der ihn für die Malerei begeistern konnte. 1947 kam er zurück nach Mexiko und hatte ein Jahr darauf in der New Yorker Ward Eggleston Gallery seine erste Einzelausstellung. 1949 erhielt er ein Stipendium der UNESCO, das ihm die Möglichkeit zur Weiterbildung in Pariser Museen gab. Bis zu seiner Rückkehr 1948 nach Mexiko, durchreiste er Europa auch mit dem Fahrrad. 1956 ging er erneut nach Paris, arbeitete dort als Bühnenbildner und Plakatmaler für Film und Rundfunk. Zurück in Mexiko wandte er sich der modernen Bildhauerei zu. Sein Ziel war es, der Öffentlichkeit die Schönheit aller Künste näherzubringen. 1966 wurden seine Werke im Palacio de Bellas Artes ausgestellt. 1981 fielen einige seiner Arbeiten, die er bei sich zu Hause aufbewahrte, einem Hochwasser zum Opfer. 1993 wird sein Zustand als angespannt und wahnsinnig beschrieben, worauf er in eine Irrenanstalt eingewiesen wurde. Béjar verstarb im Alter von 86 Jahren früh morgens in einem Krankenhaus an einem Herzinfarkt. In mehreren Presseberichten wird sein Sohn Martín als zuletzt offiziell bestellter Vormund seines Vaters erwähnt.